# Hincmaro de Reims
Hincmaro de Reims (806 - 21 de diciembre de  882, en Épernay), arzobispo de Reims, consejero y propagandista de Carlos el Calvo, fue una de las más notables figuras de la historia eclesiástica del periodo carolingio. Pertenecía a una noble familia del norte o noroeste de Francia.

## Primeros años
Destinado a la vida monástica, fue llevado a la abadía de Saint-Denis, donde recibió educación religiosa de manos del abad Hilduino. En 822, el abad le presentó al emperador Ludovico Pío en la corte. Cuando en 830, Hilduino se adhirió a la causa de Lotario I, hijo mayor de Ludovico Pío, contra su padre, Hincmaro le siguió a abadía de Corvey en Sajonia, y luego, de vuelta a Saint-Denis, una vez que Hilduino se reconcilió con el emperador, permaneciendo fiel a éste durante las posteriores luchas con sus hijos.

## Reinado de Carlos el Calvo
A la muerte de Ludovico Pío en 840, apoyó a Carlos el Calvo, hijo menor del emperador difunto nombrado rey de la Francia Occidental — será emperador a partir de 1875—, por lo que recibió las abadías de Nôtre-Dame en Compiègne y de Saint-Germer-de-Fly.
Hincmaro supuso un apoyo importante y un consejero respetado por el rey. Carlos trató de compensar el debilitamiento del derecho real con una nueva exaltación sacra de la realeza. Por eso se hizo ungir en 848 por el arzobispo de Sens en Orleans, y nuevamente en 869 por el arzobispo de Reims en Metz. Su fin era confirmar las aspiraciones de Carlos al reino de Lotario II en Lotaringia.
La idea carolingia del Imperio y del Estado halló expresión profunda en el rico simbolismo del ritual de la consagración real. Hincmaro imprimió el sello a ese ritual y le dio forma definitiva en el orden de consagración como emperador de 877. Este orden permaneció en vigor más de dos siglos, y posteriormente sólo se fue adaptando a las circunstancias, sin cambiar sus rasgos esenciales, y sirvió de modelo para los rituales de coronación de Alemania, Inglaterra y España. La descripción de los gestos y las palabras pronunciadas durante la consagración se llama ordo —fueron varios los clérigos que los escribieron— y el ordo de Hincmaro consistía en la unción, consagración y juramento: el rey se comprometía a respetar y a defender a la Iglesia, a asegurar la paz y a administrar tanto la justicia como la misericordia.

## Arzobispo de Reims
Gracias al apoyo de Carlos el Calvo, Hincmaro fue nombrado arzobispo de Reims en 845, elección confirmada en el sínodo de Beauvais de abril del mismo año. El anterior arzobispo, Ebbo, había sido depuesto en 835 por el sínodo de Thionville por haber roto su juramento de fidelidad al emperador Ludovico, al que había abandonado para unirse al partido de Lotario I. Sin embargo, tras la muerte de Ludovico, Ebo recuperó la posesión de su sede por algún tiempo (840-844), pero en 844, el papa Sergio II confirmó su deposición. En estas circunstancias le sucedió Hincmaro y en 847, León IV le envió el palio.
Uno de los primeros cuidados del nuevo prelado fue la restitución de los dominios alienados a su sede metropolitana por Ebo, que habían sido entregados como beneficios a laicos. Desde el principio de su episcopado, Hincmaro tuvo constantes conflictos con los clérigos que habían sido ordenados por Ebbo durante su reposición. Estos clérigos, cuya ordenación había sido considerada inválida por Hincmaro y sus seguidores, fue condenada en 853 en el concilio de Soissons, y en 855 por el papa Benedicto III. Este conflicto produjo un antagonismo, del cual, Hincmaro pudo sentir los efectos más adelante.
Durante los treinta años siguientes, el arzobispo de Reims jugó un papel muy importante en la iglesia y el Estado. Su autoritaria y enérgica voluntad inspiraría en gran medida la política del reino franco del oeste hasta su muerte. Como experto en el gobierno y el ceremonial de la corte, y agresivo defensor de los privilegios eclesiásticos, Hincmaro tomó parte activa en todos los asuntos de alta política y religiosos de su tiempo, siendo especialmente enérgico en la defensa y extensión de los derechos de la Iglesia y de los metropolitas en general y del metropolitano de la iglesia de Reims en particular. En los conflictos resultantes, en los que su interés personal estaba en cuestión, desplegó gran actividad y amplio conocimiento del canon legal, pero no tuvo escrúpulos en acudir a maliciosas interpretaciones de los textos.

## Godescalco y la predestinación
Su primer choque fue con Godescalco, cuyas doctrinas sobre la predestinación reivindicaban, aunque de modo parcial, el modelo agustiniano. Hincmaro se colocó a la cabeza del partido que consideraba heréticas dichas doctrinas, y consiguió el arresto y la prisión de su adversario en 849. Por parte de Godescalco, algunas de sus doctrinas tuvieron ardientes defensores, como Lupo de Ferrières, Prudencio de Troyes, Imolo de Lyon y el diácono Floro. Gracias a la energía y actividad de Hincmaro, las teorías de Godescalco fueron condenadas en el segundo concilio de Quierzy de 853 y en el de Valence (855), siendo confirmadas dichas decisiones en los sínodos de Langres y Savonnières.
Para refutar la herejía de la predestinación, Hincmaro compuso su De praedestinatione Dei et libero arbitrio. Contra ciertas proposiciones avanzadas por Godescalco sobre la Santísima Trinidad, escribió el tratado llamado De una et non trina deitate. Godescalco murió en prisión en 859.

## Lotario II
La cuestión del divorcio de Lotario II, que había repudiado a su esposa Teutberga para casarse con su concubina Waldrada, llevó a las actividades literarias de Hincmaro en otra dirección. A petición de numerosas personalidades de Lotaringia compuso en 860 su De divortio Lootharii et Teutbergae, en el que ataca vigorosamente, por razones legales y morales, la condena pronunciada por el sínodo de Aquisgrán contra la reina (febrero de 860).
Hincmaro apoyó enérgicamente la política de Carlos el Calvo en Lotaringia, menos quizá por devoción a los intereses del rey que por deseo de ver a toda la provincia eclesiástica de Reims unida bajo la autoridad de un rey favorable, y en 869 consagró a Carlos en Metz como rey de Lotaringia.

## Conflictos episcopales
A mediados del siglo IX apareció en la Galia la colección de Falsas decretales, conocidas como decretales pseudo-isidorianas (por ser atribuidas al Pseudo-Isidoro). La fecha exacta y circunstancias de la composición de esta colección son todavía cuestión abierta, pero ciertamente, Hincmaro fue uno de los que primero conocieron su existencia, y aparentemente no fue sabedor de que los documentos eran falsos. La importancia asignada por estas decretales a los obispos y a los concilios provinciales, así como a la intervención directa de la Santa Sede, pretendía cercenar los derechos de los metropolitanos.
Rotado, obispo de Soissons, uno de los miembros más activos del partido favorable al Pseudo-Isidoro, entró inmediatamente en colisión con el arzobispo. Depuesto en 863 en el concilio de Soissons presidido por Hincmaro, Rotado apeló a Roma. El papa Nicolás I le apoyó celosamente, y en 865, a pesar de las protestas del arzobispo de Reims, Arsenio, obispo de Orte y legado pontificio, recibió instrucciones de reponer a Rotado en su sede episcopal.
Hincmaro experimentó otro choque cuando se empeñó en impedir que Wulfhado, uno de los clérigos depuestos por Ebo, obtuviera el obispado de Bourges, a pesar de contar con el apoyo de Carlos el Calvo. Después de un sínodo celebrado en Soissons, el papa Nicolás I se pronunció en 866 a favor de los clérigos depuestos, y de nuevo, Hincmaro se vio obligado a aceptarlo.
Más éxito tuvo en su pugna con su sobrino Hincmaro de Laon, que estuvo en principio apoyado por él y por el rey, pero que pronto se enemistó con ambos. Hincmaro de Laon rehusó reconocer la autoridad de su metropolitano, entrando en una lucha abierta con su tío, que expuso sus errores en un tratado llamado Opusculum LV capitulorum, y procuró su condena y deposición en el sínodo de Douzy (871). El arzobispo de Laon fue enviado al exilio, probablemente a Aquitania, donde fue cegado por orden del conde Bosón. El papa Adriano II protestó contra esta deposición, pero ésta fue confirmada por su sucesor Juan VIII en 876, y no fue hasta 878 cuando el infortunado prelado fue reconciliado por la Iglesia en el concilio de Troyes.
Otro serio conflicto surgió entre Hincmaro, por un lado y Carlos y el papa, por otro en 876, cuando Juan VIII, a requerimiento del rey, confió a Ansegus, arzobispo de Sens, el primado de Galia y Germania, y le nombró vicario apostólico. A ojos de Hincamro, esto fue una injerencia en la jurisdicción de los arzobispos, y dirigió contra este primado un escrito, titulado De jure metropolitanorum. Al mismo tiempo escribió su Vida de san Remigio, en la que se empeñó en probar con audaces falsificaciones la supremacía de la iglesia de Reims sobre las demás. Carlos el Calvo, sin embargo, sostuvo los derechos de Ansegisus el sínodo de Ponthion.

## Reinados de Luis II el Tartamudo, Luis III y Carlomán II
Aunque Hincmaro había sido muy hostil a la expedición de Carlos a Italia, figuró entre los ejecutores testamentarios y ayudó a asegurar la sumisión de los nobles de Luis II el Tartamudo, al cual coronó en Compiègne (8 diciembre de 877). Durante el reinado de Luis, Hincmaro jugó un papel oscuro. Apoyó el ascenso de Luis III y Carlomán II, pero tuvo una disputa con Luis, que deseaba instalar un candidato en la sede episcopal de Beauvais, sin el consentimiento del arzobispo.
Hincmaro dirigió su De ordine palatii a Carlomán, con motivo de su ascenso en 882, parcialmente basado en un tratado,(hoy perdido), de Adalardo, abad de Corbie, en el que expone su opinión sobre el sistema de gobierno y los deberes de un soberano, tema que ya había tratado en su Instructio ad Ludovicum regem, dirigida a Luis el Tartamudo en su ascenso de 877. En otoño de 882, la irrupción de los normandos forzó al viejo arzobispo a buscar refugio en Épernay, donde murió el 21 de diciembre.

## Escritos
Hincmaro fue un escritor prolífico. Además de los trabajos mencionados fue el autor de varios trabajos teológicos. En De villa Noviliaco reclama el dominio para su iglesia. La continuación de los Annales Betiniani, cuya primera parte fue escrita por Prudencio, obispo de Troyes, es la mejor fuente para la historia de Carlos el Calvo. Los escritos de Hincmaro que son la principal fuente para la historia de su vida, fueron recogidos por Jacques Sirmond en 1645 y reimpresos por Migne en 1852.

### Pensamiento
Las mismas propuestas apoyadas con anterioridad a finales del siglo VI por san Gregorio Magno son en este momento, de nuevo, a una distancia de trescientos años, desarrolladas para su defensa por Hincmar de Reims, entre otros. Según estos pensadores, el Estado, en alguna manera, debe estar subordinado a la Iglesia, tesis de clara regeneración del Agustinismo político.

Como se lee en las Sagradas Escrituras: el mundo se rige por dos poderes: la autoridad de los pontífices y el poder real. Solamente Nuestro Señor Jesucristo pudo ser a la vez rey y sacerdote. Después de la Encarnación, Resurrección y Ascensión al cielo, ningún rey se atrevió a usurpar la dignidad del pontífice ni ningún pontífice el poder real, ya que sus actuaciones fueron separadas por Cristo, de modo que los reyes cristianos necesitan de los pontífices para su vida eterna y los pontífices se sirven en sus asuntos temporales de las disposiciones reales, de modo que la actuación espiritual debe verse preservada de lo temporal y el que sirve a Dios no debe mezclarse en los asuntos temporales y, al contrario, no debe parecer que preside los asuntos divinos el que está implicado en los asuntos temporales. Es superior la dignidad de los pontífices a la de los reyes, porque los reyes son consagrados en su poder real por los pontífices, y los pontífices no pueden ser consagrados por los reyes. Además la carga de los sacerdotes es más pesada que la de los reyes, pues deben dar cuenta ante el juicio divino, incluso de las personas de los reyes.
Hincmar de Reims, Capitulia in Synodo apud S. Macram, CXXV.

La relación de sus principales escritos es la siguiente:
- De praedestinatione Dei et libero arbitrio
- De divorcio Lotharii et Teutbergae
- Opusculum LV capitulorum
- De jure metropolitanorum
- De ecclesiis et capellis
- De ordine palatii
- De regis persona et regio ministerio
- Instructio al Ludovicum regem
- De coercendo et exstirpendo rapta viduarum,puellarum et sanctimonialum
- De villa Noviliaco